# Silberbach (Schlemabach)
Der Silberbach ist ein etwa 3 km langer, linker Nebenfluss des Schlemabaches im sächsischen Erzgebirge.

## Verlauf
Der Bach entspringt etwa 1 km nördlich der Ortslage Schneeberg und fließt weitestgehend parallel zum Roten Kamm von Nordwest nach Südost. Im oberen Teilstück bildet er die Grenze der Gemarkungen Wildbach und Schneeberg. Nach etwa 1,5 km wird er durch den Silberbachteich (auch Silberbachstauweiher) aufgestaut. Nach weiteren etwa 1,5 km mündet er nördlich des Kurparks in den Schlemabach.

## Besonderheiten

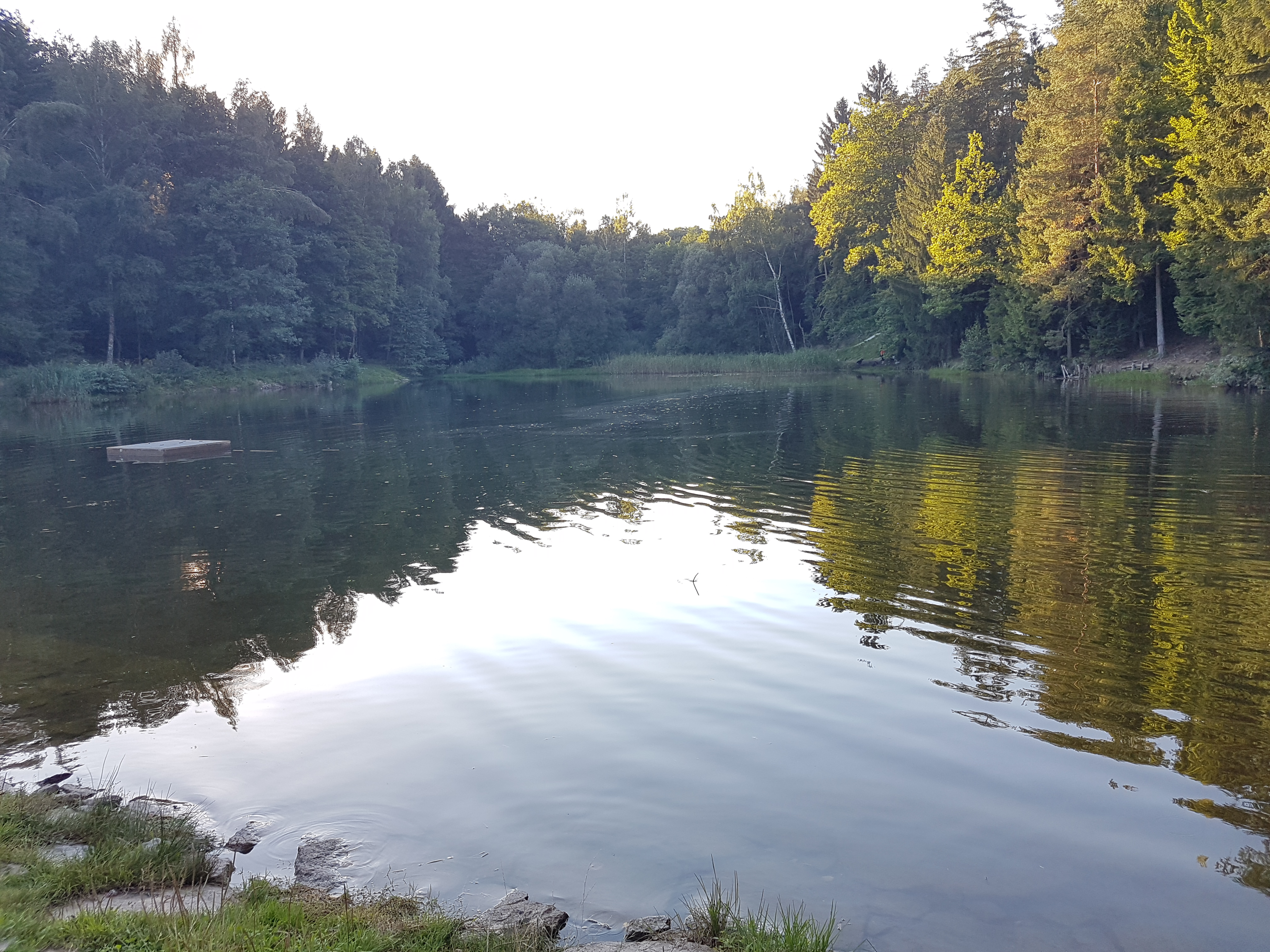
Der Silberbachstauweiher wurde um 1950 als Betriebswasserteich für die Wismut angestaut

Im Zuge des nach 1946 im Gebiet des Radiumbades Oberschlema einsetzenden Uranbergbaus der SAG/SDAG Wismut wurde man auch schnell im Silberbachtal fündig. 1949 wurden die Schächte 256 und 280 (Stalinschacht) direkt neben dem Silberbach geteuft. Die Halden der Schächte 27 und 311 reichten bald bis unmittelbar an den Bach heran. Um 1950 wurde am Haldenfuß von Schacht 311 das Silberbachtal mit einer Dammschüttung abgeriegelt, um mit dem Stauteich Betriebswasser für die Schachtanlagen bereitzustellen.
Wie auch beim Schlemabach versickerte das Wasser des Silberbachs teilweise in die Grubenbaue, so dass es in hölzernen Flutern geführt werden musste.
In den 1970er Jahren wurde mit einer Abdichtung des Bachbettes begonnen. Da der Bergbau in diesem Gebiet um 1958 zum Erliegen kam, waren nach der Wende vorerst keine Sanierungsarbeiten möglich, da nach dem Wismutgesetz nur für die 1990 noch in Betrieb befindlichen Bergwerke Sanierungsmittel bereitgestellt wurden. Die zuständigen Länder, Gemeinden und Grundeigentümer besaßen jedoch nicht die finanziellen Mittel. Erst nach 2001 stellte der Bund dann Mittel bereit. Ab 2006 erarbeitete die Landestalsperrenverwaltung Sachsen ein Sanierungskonzept, dessen Renaturierung und Abdichtung 2010 abgeschlossen wurde. Am Unterlauf wurde ein Campingplatz geschaffen.
Das Silberbachtal ist mit mehreren Stationen in den „Bergbau- und Sanierungslehrpfad“ einbezogen. Am Rand des Campingplatzes Silberbach befindet sich das als "Lehrstollen am Silberbach" betriebene Schaubergwerk der Bergbrüderschaft Bad Schlema e.V. Dieser wurde zur Zeit der Wismut als "Stolln 35" bezeichnet, war aber schon vorher als "Schöller Friedens Stolln" in Betrieb.
Seit 1928 bestand etwa auf halber Strecke das Naturtheater Oberschlema.